# Aalborg City Gymnasium
Aalborg City Gymnasium (tidligere Aalborg Studenterkursus) er en dansk Uddannelsesinstitution i Aalborg midtby, der tilbyder en studentereksamen på 2 år. Skolen blev grundlagt i 1939 under navnet Briers kursus og havde til huse i Niels Ebbesensgade i Aalborg, og i 1975 flyttede skolen til lokaler i Danmarksgade i Aalborg.
I 2012 flyttede man i nye lokaler nær Aalborg Station, Aalborg Campus. Skolen tilbyder desuden enkeltfag på STX og HF-niveau i samarbejde med Nørresundby Gymnasium & HF.  Skolen tilbyder enkeltfag indenfor naturvidenskab (matematik, fysik og kemi) og indenfor samfunds- og sprogfag. Disse enkeltfag er primært rettet imod personer, som allerede har gennemført en HHX, STX, HTX eller HF-eksamen, og ønsker at komme ind på en bestemt videregående uddannelse.     
Udover en 2 årig STX er det også muligt at tage en hel HF-eksamen på Aalborg City Gymnasium.      
På skolen kan elever med diagnoser følge det såkaldte STX flow forløb, som har en varighed på 3 år. 
Skolen tilbyder desuden mulighed for at tage GSK-suppleringskurser i sommerferien.